# Beschallungsanlage

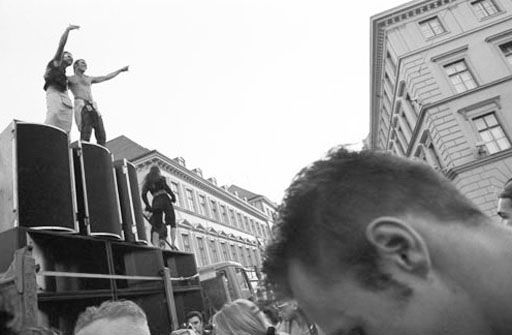
Mobile Beschallungsanlage auf dem Union Move in München, 1998

Beschallungsanlagen  sind elektrische Anlagen, die Audiosignale aus Mikrofonen, elektronischen oder elektromechanischen Musikinstrumenten oder Aufzeichnungsgeräten verstärken und mittels Lautsprechern der menschlichen Wahrnehmung zugänglich machen. Dabei werden grundsätzlich zwei Arten unterschieden:
- Die PA-Anlage ist für die Veranstaltungstechnik wie Disco-, Live- oder Konzertbeschallung, häufig auch für den mobilen Einsatz, ausgelegt, wobei PA hier für Public Address steht (nicht für Power Amplifier).
- Die ELA (Elektroakustische Anlage oder Elektrische Lautsprecheranlage) ist eine fest installierte Anlage für die flächendeckende Beschallung von Gebäuden, Sportanlagen und sonstigen Außenflächen.